# Клёновская волость
Клёновская волость — административно территориальная единица в составе Подольского уезда Московской губернии Российской империи и РСФСР. Существовала до 1929 года, центром волости было село Клёново, ныне являющееся административным центром поселения Клёновское Троицкого административного округа города Москвы.
По данным 1890 года в состав Клёновской волости, относящейся к 1-му стану Подольского уезда, входило 44 селения. В селе Клёново располагалось волостное правление, в Акуловских Двориках — квартира полицейского урядника. Земские школы имелись в селениях Клёново, Никулино, Подзолово и Чернецкое, при деревне Лукошкино работала почтовая станция.
В 1899 году земские школы были в селениях Жохово, Клёново, Маврино, Никулино и Тюфонка; в деревнях Бакланово-Жуково, Киселёво и Лукошкино располагались квартиры сотских; в селе Ворсино имелась церковно-приходская школа; волостное правление и квартира урядника находились в селе Клёново.
После Октябрьской революции в волости была создана сеть сельских советов, которых к 1919 году было 15: Акуловский, Алексеевский, Давыдовский, Дмитровский, Жоховский, Клёновский, Кузнецовский, Лукошкинский, Мавринский, Никулинский, Сальковский, Сатино-Татарский, Тюфонский, Чернецкий и Юровский.
В период с 1922 по 1927 гг. проводились разукрупнение, преобразование и реорганизация сельсоветов, в результате чего к 1929 году их стало 14: Акуловский, Алексеевский, Давыдовский, Дмитровский, Клёновский, Кузнецовский, Лукошкинский, Мавринский, Никоновский, Никулинский, Подзоловский, Тюфонский, Чернецкий и Юровский.
По итогам Всесоюзной переписи 1926 года численность населения 50-ти населённых пунктов волости составила 7331 человек (3355 мужчин, 3976 женщин), насчитывалось 1423 хозяйства, среди которых 1369 крестьянских. Волостной исполнительный комитет располагался в селе Клёново, в котором также была больница и организован совхоз.
В ходе реформы административно-территориального деления СССР в 1929 году Клёновская волость была упразднена, а её территория разделена между Подольским, Красно-Пахорским и Лопасненским районами Московской области.